# 모프기어
모프기어는 컴퓨터나 휴대용 게임기의 에뮬 게임을 컴퓨터 이외의 전자기기에서 구동될 수 있도록 도와주는 역할을 하는 윈도우 CE프로그램이다.

## 지원 포맷
모프기어는 게임보이, 게임보이 어드밴스, 게임기어, NES 등의 게임을 지원한다.